# お好み歌謡館
お好み歌謡館（おこのみかようかん）は、2011年1月から2012年9月まで、一部地上波民放テレビ局とBSデジタル放送のワールド・ハイビジョン・チャンネル（TwellV）、第一興商スターカラオケで放送されていた、演歌・歌謡曲を主力とした公開放送形式の音楽番組。2012年10月からは後継番組となる『うたかた』が、一部地上波民放テレビ局で放送されている。

## 出演者

### 司会
- 妻吹俊哉（つまぶき しゅんや）
- 大城バネサ

### コーナー司会
- 合田道人
- 青山るみ（KRHグループオーナー、日本舞踊講師・西川扇翠）

## 主なコーナー
- ゲストによる新曲・ヒット曲熱唱
- 新人歌手紹介
- 合田の解説を交えての昭和の名曲紹介
- カラオケランキング

## 会場
- 古賀政男音楽博物館けやきホール
  - 往復はがきにより募集期間中に必要事項を書いて応募、抽選で招待されていた。

## ネット局

### 終了時のネット局
- 放送日は千葉テレビ放送（CTC）を基準にしている。

| 放送対象地域   | 放送局                                        | 系列           | 放送時間        | 備考                                                        |
| -------------- | --------------------------------------------- | -------------- | --------------- | ----------------------------------------------------------- |
| 群馬県         | 群馬テレビ （GTV）                            | 独立放送局     | 月曜日9:00-9:30 | 本放送は5日遅れ 再放送は木曜日の同じ時間帯                  |
| 千葉県         | 千葉テレビ放送 （CTC）                        | 独立放送局     | 水曜日8:30-9:00 | ネット局の中で最初に放送                                    |
| 岐阜県         | 岐阜放送 （GBS）                              | 独立放送局     | 日曜日6:00-6:30 | 本放送は4日遅れ 再放送は木曜日1:45-2:15（水曜日深夜）       |
| 和歌山県       | テレビ和歌山 （WTV）                          | 独立放送局     | 火曜日8:30-9:00 | 6日遅れ                                                     |
| 島根県・鳥取県 | 山陰放送 （BSS）                              | TBS系列        | 日曜日4:45-5:15 | 4日遅れ                                                     |
| 広島県         | 中国放送 （RCC）                              | TBS系列        | 土曜日4:45-5:15 | 3日遅れ                                                     |
| 熊本県         | 熊本朝日放送 （KAB）                          | テレビ朝日系列 | 日曜日5:20-5:50 | 4日遅れ                                                     |
| 全国放送       | ワールド・ハイビジョン・チャンネル （Twellv） | BSデジタル放送 | 土曜日5:30-6:00 | 2011年4月2日開始 3日遅れ                                    |
| 全国放送       | 第一興商スターカラオケ                        | スカパー!ほか  | 月曜日7:00-7:30 | 2011年11月7日開始 本放送は5日遅れ 再放送は木曜日12:00-12:30 |

### 過去
- テレビ北海道（TVh） - 2011年3月20日に放送開始したが、編成上の理由から6月限りで打ち切った。

### 備考
- 現在放送されている全てのネット局は、『演歌・はやり歌』の後番組として放送している。但し、TVhのように編成上の理由から番組終了前に放送を終了したネット局あり。
- 海外ではハワイとロサンゼルスで放送されていた。